# Загавија (Јаши)
Загавија (рум. Zagavia) насеље је у Румунији у округу Јаши у општини Скобинци. Oпштина се налази на надморској висини од 188 m.

## Становништво
Према подацима из 2002. године у насељу је живело 1163 становника, од којих су сви румунске националности.